# Бабенко Дмитро Олегович
Дмитро́ Оле́гович Бабе́нко (нар. 28 червня 1978, Луганськ) — український футболіст, воротар, наразі тренер воротарів клубу «Минай».

## Біографія
Кар'єру розпочав у 1995 році у складі ФК «Хімік» (Сєвєродонецьк). У період з 1997 по 2006 виступав за луганську «Зорю». З 2006 — гравець ужгородського «Закарпаття». У вищій лізі дебютував 19 березня 2006 у матчі проти «Харкова», який закінчився перемогою 2:1. Загалом за команду зіграв 165	матчів у чемпіонаті протягом 10 сезонів.
У липні 2016 року став гравцем литовського клубу «Лієтава» (Йонава).
2017 року повернувся до України і став воротарем аматорського клубу «Минай», який з сезону 2018/19 дебютував на професіональному рівні у Другій лізі, де Бабенко ще зіграв 3 гри, після чого зосередився на роботі тренера воротарів у клубі.
Влітку 2019 року став тренером воротарів у штабі Юрія Вірта в «Вересі», де провів чотири сезони, а у червні 2023 року увесь тренерський штаб покинув рівненський клуб.
У січні 2024 року повернувся у «Минай», ставши тренером воротарів у тренерському штабі Желько Любеновича.

## Досягнення
- Переможець Першої ліги України: 2008/09

## Особисте життя
Одружений. Має сина Вадима.